# Luigi Stucchi
Luigi Stucchi (ur. 17 sierpnia 1941 w Mediolanie, zm. 20 grudnia 2022 tamże) – włoski duchowny katolicki, biskup pomocniczy Mediolanu w latach 2004–2020.

## Życiorys
Święcenia kapłańskie otrzymał 28 czerwca 1966 i został inkardynowany do archidiecezji mediolańskiej. Pracował przede wszystkim w parafiach archidiecezji, zaś w 2003 został wikariuszem biskupim dla rejonu Varese.

### Episkopat
8 kwietnia 2004 papież Jan Paweł II mianował go biskupem pomocniczym archidiecezji mediolańskiej, ze stolicą tytularną Horrea. Sakry biskupiej udzielił mu 5 czerwca 2004 ówczesny arcybiskup Mediolanu - kard. Dionigi Tettamanzi. 30 kwietnia 2020 przeszedł na emeryturę. 